# 伊利緬斯科耶湖
55°0′27″N 60°8′50″E / 55.00750°N 60.14722°E
伊利緬斯科耶湖（俄语：Ильменское озеро），是俄羅斯的湖泊，位於該國西南部車里雅賓斯克州，長3.5公里、寬1.8公里，面積4.76平方公里，海拔高度331米，最大水深6米。